# KZDG
KZDG („Radio Zindagi“) ist eine US-Radiostation in San Francisco, Kalifornien. Die Station gehört CBS Radio (heute Teil von Entercom), das Programm kommt jedoch von Cinemaya Media. KZDG strahlt ein Talk und Musik Programm für die Indische Minderheit in der Bay Area aus. 
Die Station ging 1952 KMSO auf Sendung und wechselte seitdem häufig das Rufzeichen. Der letzte Rufzeichen- und Programmwechsel wurde 2011 vollzogen, als aus KFRC mit einem Oldies-Format KZDG wurde. Cinemaya Media übernahm Sendezeit über die Station und produziert ein Programm aus Bollywood-Musik und Talk in indischen Sprachen als „Radio Zindagi“.